# Victor Aloysius Meyers

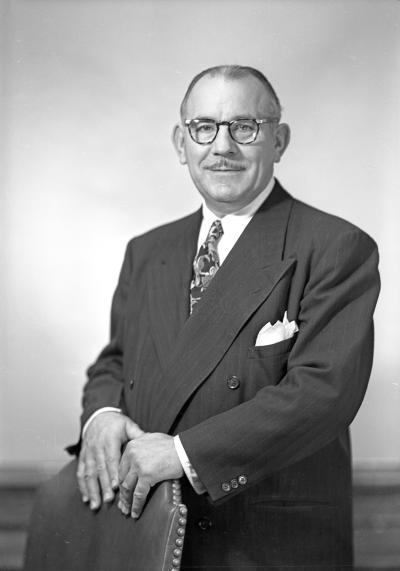
Victor Aloysius Meyers

Victor Aloysius Meyers (* 7. September 1897 in Little Falls, Minnesota; † 28. Mai 1991 in Seattle, Washington) war ein US-amerikanischer Musiker, Bandleader und Politiker. Zwischen 1933 und 1953 war er Vizegouverneur des Bundesstaates Washington.

## Werdegang
Victor Meyers kam zunächst mit seiner Familie aus Minnesota nach Oregon. Er wurde ein begabter Schlagzeuger und begann eine Laufbahn als Jazzmusiker. Zwischen 1918 und 1932 leitete er seine eigene Band, die unter anderem im Butler Hotel in Seattle auftrat und nationale Bekanntheit erlangte. Dabei war er auch Komponist einiger Musikstücke. Von 1923 bis 1929 nahm Vic Meyers’ Hotel Butler Orchestra mehrere 78er für Brunswick Records und Columbia Records auf. Politisch schloss sich Meyers der Demokratischen Partei an. In den Jahren 1932, 1938 und 1946 kandidierte er jeweils erfolglos für das Amt des Bürgermeisters von Seattle.
1932 wurde Meyers im Zuge des bundesweiten Trends zu Gunsten der Demokraten an der Seite von Clarence D. Martin zum Vizegouverneur von Washington gewählt. Dieses Amt bekleidete er als erster Demokrat nach vier Wiederwahlen zwischen 1933 und 1953. Dabei war er Stellvertreter des Gouverneurs und Vorsitzender des Staatssenats. Von 1941 bis 1945 diente er unter dem neuen Gouverneur Arthur B. Langlie und dann bis 1949 unter dessen Nachfolger Monrad Charles Wallgren. Seine letzte Amtszeit zwischen 1949 und 1953 absolvierte er wieder an der Seite des ins Amt zurückgekehrten Gouverneurs Arthur Langlie. Er setzte sich unter anderem für die Rechte der Arbeiter ein und war gegen Rassengesetze. Zwischen 1957 und 1965 übte Meyers als Nachfolger von Earl Coe das Amt des Secretary of State von Washington aus. Danach ist er politisch nicht mehr in Erscheinung getreten. Er starb hochbetagt am 28. Mai 1991 in Seattle.

## Diskographische Hinweise
- The Bands of Vic Meyers 1923-1929 & Vick Myers 1925-1929 (Timeless Records, ed. 2000)